# مارچلو اسپادا
مارچلو اسپادا (ایتالیایی: Marcello Spada؛ ۱۶ ژانویه ۱۹۰۵ – ۱۹۹۵) بازیگر اهل ایتالیا بود.
از فیلم‌هایی که وی در آن نقش داشته‌است، می‌توان به شیپیو آفریکانوس: شکست هانیبال اشاره کرد.